# Fulakora monrosi
Fulakora monrosi (лат.) — вид примитивных муравьёв рода Fulakora из подсемейства Amblyoponinae (Formicidae), ранее включавшийся в состав рода Stigmatomma. Вид был назван в честь аргентинского энтомолога Dr. Francisco de Asis Monros (1922—1958).

## Распространение
Неотропика (Чили).

## Описание
Мелкие земляные муравьи (длина около 4 мм) с длинными узкими мандибулами и хорошо развитым жалом. От близких видов отличаются следующими признаками: скульптура на дорсуме головы неглубокая, голова в основном гладкая; метанотальный шов слабо выражен (у Fulakora chilensis голова матовая, метанотальный шов глубокий). Лобные доли тесно сближены; мандибулы тонкие, становятся тонкими и острыми в верхней части. Щетинки наличника зубцевидные, мелкие, обычно с острым концом, отходят от наличниковых бугорков. Мезосома уже головы. Ноги короткие. Передний край клипеуса зубцевидный; петиоль очень широко прикреплён к 3-му абдоминальному сегменту и без отчётливой задней поверхности; постпетиоль отсутствует.
- Вид сверху
- Голова спереди

## Систематика и этимология
Вид был впервые описан в 1960 году американским мирмекологом Уильямом Брауном (Brown W. L., Jr. , 1922—1997) под названием Amblyopone monrosi Brown, 1960. Браун написал, что название дано «в память о моём покойном добром друге, докторе Франсиско де Асисе Монросе (Dr. Francisco de Asis Monros; 1922—1958) из Tneiiman (Аргентина), чья трагическая смерть лишила мир талантливого и преданного учёного». Затем вид включали в состав рода Stigmatomma (подсемейство Понерины). В 2016 году Fulakora был восстановлен из синонимии с Stigmatomma и вид получил современное название.